# Campeonato Mundial de Atletismo Sub-20 de 2022 - Lançamento de martelo feminino
A prova do lançamento de martelo feminino do Campeonato Mundial de Atletismo Sub-20 de 2022 ocorreu entre os dias 3 a 5 de agosto de 2022 no Estádio Olímpico Pascual Guerrero, em Cali, na Colômbia.

## Recordes
Antes desta competição, os recordes mundiais e do campeonato nesta prova eram os seguintes:
|       | Nome          | Nacionalidade | Distância | Local   | Data                 |
| ----- | ------------- | ------------- | --------- | ------- | -------------------- |
| WU20R | Silja Kosonen | Finlândia     | 73.43 m   | Vaasa   | 28 de junho de 2021  |
| CR    | Silja Kosonen | Finlândia     | 71.64 m   | Nairóbi | 21 de agosto de 2021 |
| WU20L | Rachele Mori  | Itália        | 68.04 m   | Luca    | 28 de maio de 2022   |

## Medalhistas
| Ouro               | Prata                      | Bronze               |
| Rachele Mori (ITA) | Paola Bueno Calvillo (MEX) | Raika Murakami (JPN) |

## Cronograma
Todos os horários são locais (UTC-5).
| Data        | Hora  | Evento               |
| ----------- | ----- | -------------------- |
| 3 de agosto | 06:11 | Qualificação Grupo A |
| 3 de agosto | 07:30 | Qualificação Grupo B |
| 5 de agosto | 12:11 | Final                |

## Resultados

### Qualificação
Qualificação: 62,00 m (Q) ou pelo menos melhor 12 qualificado (q).
| Posição | Grupo | Atleta               | Nacionalidade  | Tentativas | Tentativas | Tentativas | Marca | Notas           |
| Posição | Grupo | Atleta               | Nacionalidade  | 1          | 2          | 3          | Marca | Notas           |
| ------- | ----- | -------------------- | -------------- | ---------- | ---------- | ---------- | ----- | --------------- |
| 1       | A     | Rachele Mori         | Itália         | 64.83      |            |            | 64.83 | Q               |
| 2       | B     | Jada Julien          | Alemanha       | 63.20      |            |            | 63.20 | Q               |
| 3       | A     | Paola Bueno Calvillo | México         | 63.14      |            |            | 63.14 | Q, NU20R        |
| 4       | B     | Nereida Santa Cruz   | Equador        | 59.72      | 62.37      |            | 62.37 | Q, NU20R        |
| 5       | B     | Jázmin Csatári       | Hungria        | 58.78      | 60.79      | 61.98      | 61.98 | q               |
| 6       | B     | Nicola Tuthill       | Irlanda        | 60.70      | 61.43      | 61.87      | 61.87 | q,              |
| 7       | A     | Audrey Jacobs        | Países Baixos  | 61.06      | 61.81      | x          | 61.81 | q               |
| 8       | B     | Valentina Savva      | Chipre         | 60.39      | 59.12      | 61.43      | 61.43 | q               |
| 9       | A     | Villő Viszkeleti     | Hungria        | x          | 57.41      | 61.29      | 61.29 | q               |
| 10      | A     | Raika Murakami       | Japão          | 61.28      | 57.79      | x          | 61.28 | q,              |
| 11      | A     | Lara Hundertmark     | Alemanha       | x          | 60.09      | 59.66      | 60.09 | q               |
| 12      | B     | Leidis Viamonte      | Cuba           | 58.56      | 58.99      | 56.88      | 58.99 | q               |
| 13      | A     | Emilia Kolokotroni   | Chipre         | 56.06      | 58.90      | 57.75      | 58.90 |                 |
| 14      | B     | Barbora Štejfová     | Chéquia        | 58.55      | x          | x          | 58.55 |                 |
| 15      | A     | Emily Fink           | Estados Unidos | x          | 58.52      | x          | 58.52 |                 |
| 16      | B     | Elina Silyamiyeva    | Uzbequistão    | 55.83      | 58.42      | 57.77      | 58.42 | Recorde pessoal |
| 17      | A     | Charlotta Sandkulla  | Finlândia      | x          | 53.48      | 57.53      | 57.53 |                 |
| 18      | A     | Catalina Rodriguez   | Colômbia       | 50.88      | 56.50      | x          | 56.50 | Recorde pessoal |
| 19      | B     | Yuliia Tokarieva     | Ucrânia        | 51.68      | 54.81      | 53.73      | 54.81 |                 |
| 20      | A     | Valentyna Kosiv      | Ucrânia        | 53.98      | 54.23      | 52.71      | 54.23 |                 |
| 21      | B     | Kali Terza           | Estados Unidos | 53.08      | x          | x          | 53.08 |                 |
| 22      | B     | Florella Freyche     | França         | x          | x          | x          | NM    |                 |
| 22      | A     | Saga Berg            | Suécia         | x          | x          | x          | NM    |                 |
| 22      | B     | Thea Löfman          | Suécia         | x          | x          | x          | NM    |                 |

### Final
A prova final foi realizada no dia 5 de agosto às 12:11. 
| Posição           | Atleta               | Nacionalidade | Tentativas | Tentativas | Tentativas | Tentativas | Tentativas | Tentativas | Marca | Notas                |
| Posição           | Atleta               | Nacionalidade | 1          | 2          | 3          | 4          | 5          | 6          | Marca | Notas                |
| ----------------- | -------------------- | ------------- | ---------- | ---------- | ---------- | ---------- | ---------- | ---------- | ----- | -------------------- |
| Medalha de ouro   | Rachele Mori         | Itália        | 60.63      | 62.97      | 63.82      | 65.84      | 67.21      | x          | 67.21 |                      |
| Medalha de prata  | Paola Bueno Calvillo | México        | x          | 62.06      | x          | 59.24      | 60.52      | 62.74      | 62.74 |                      |
| Medalha de bronze | Raika Murakami       | Japão         | 61.29      | 61.45      | 56.34      | 61.11      | x          | 59.15      | 61.45 | Recorde da temporada |
| 4                 | Valentina Savva      | Chipre        | x          | 59.69      | 60.96      | 60.19      | 61.17      | x          | 61.17 |                      |
| 5                 | Villő Viszkeleti     | Hungria       | 61.11      | 60.49      | 60.10      | 60.10      | x          | 58.84      | 61.11 |                      |
| 6                 | Jada Julien          | Alemanha      | 60.98      | x          | 58.95      | 60.59      | x          | 60.02      | 60.98 |                      |
| 7                 | Audrey Jacobs        | Países Baixos | x          | x          | 60.68      | x          | 58.40      | 60.83      | 60.83 |                      |
| 8                 | Nicola Tuthill       | Irlanda       | 60.47      | 58.24      | 57.08      | 55.61      | 58.58      | 57.53      | 60.47 |                      |
| 9                 | Jázmin Csatári       | Hungria       | 60.16      | x          | 59.46      |            |            |            | 60.16 |                      |
| 10                | Nereida Santa Cruz   | Equador       | 60.00      | x          | 58.34      |            |            |            | 60.00 |                      |
| 11                | Leidis Viamonte      | Cuba          | 58.27      | 58.10      | x          |            |            |            | 58.27 |                      |
| 12                | Lara Hundertmark     | Alemanha      | 57.56      | x          | x          |            |            |            | 57.56 |                      |

Legenda
| Recorde mundial       | Recorde mundial (World record)               |                       | Recorde africano                      | Recorde africano (African) |                                           | Q | Classificado por posição (Qualified) |
| Recorde do campeonato | Recorde do campeonato (Championship record)  | Recorde da América    | Recorde da América (Americas)         | q                          | Classificado por melhor tempo (Qualified) |   |                                      |
| Melhor marca do ano   | Melhor marca do ano (World leading)          | Recorde asiático      | Recorde asiático (Asian)              | DNS                        | Não largou (Did not start)                |   |                                      |
| Recorde nacional      | Recorde nacional (National record)           | Recorde europeu       | Recorde europeu (European)            | DNF                        | Não terminou (Did not finish)             |   |                                      |
| Recorde pessoal       | Recorde pessoal do atleta (Personal best)    | Recorde da Oceania    | Recorde da Oceania (Oceania)          | DSQ / DQ                   | Desclassificado (Disqualified)            |   |                                      |
| Recorde da temporada  | Recorde da temporada do atleta (Season best) | Recorde sul-americano | Recorde sul-americano (South America) | NM                         | Sem marca (No mark)                       |   |                                      |